# 江边刺葵
江边刺葵（学名：Phoenix roebelenii）又名软叶刺葵、美丽针葵、罗比亲王海枣，为棕榈科刺葵属的植物。分布于印度、越南、缅甸以及中国大陆的广东、广西、云南等地，生长于海拔480米至900米的地区，多生长于江岸边，目前已由人工引种栽培。

## 形狀
其直立莖既短且粗，成熟植物約有1至3米高。葉色淺綠，有光澤。

### 葉
羽狀複葉，呈長披針形。

## 圖示

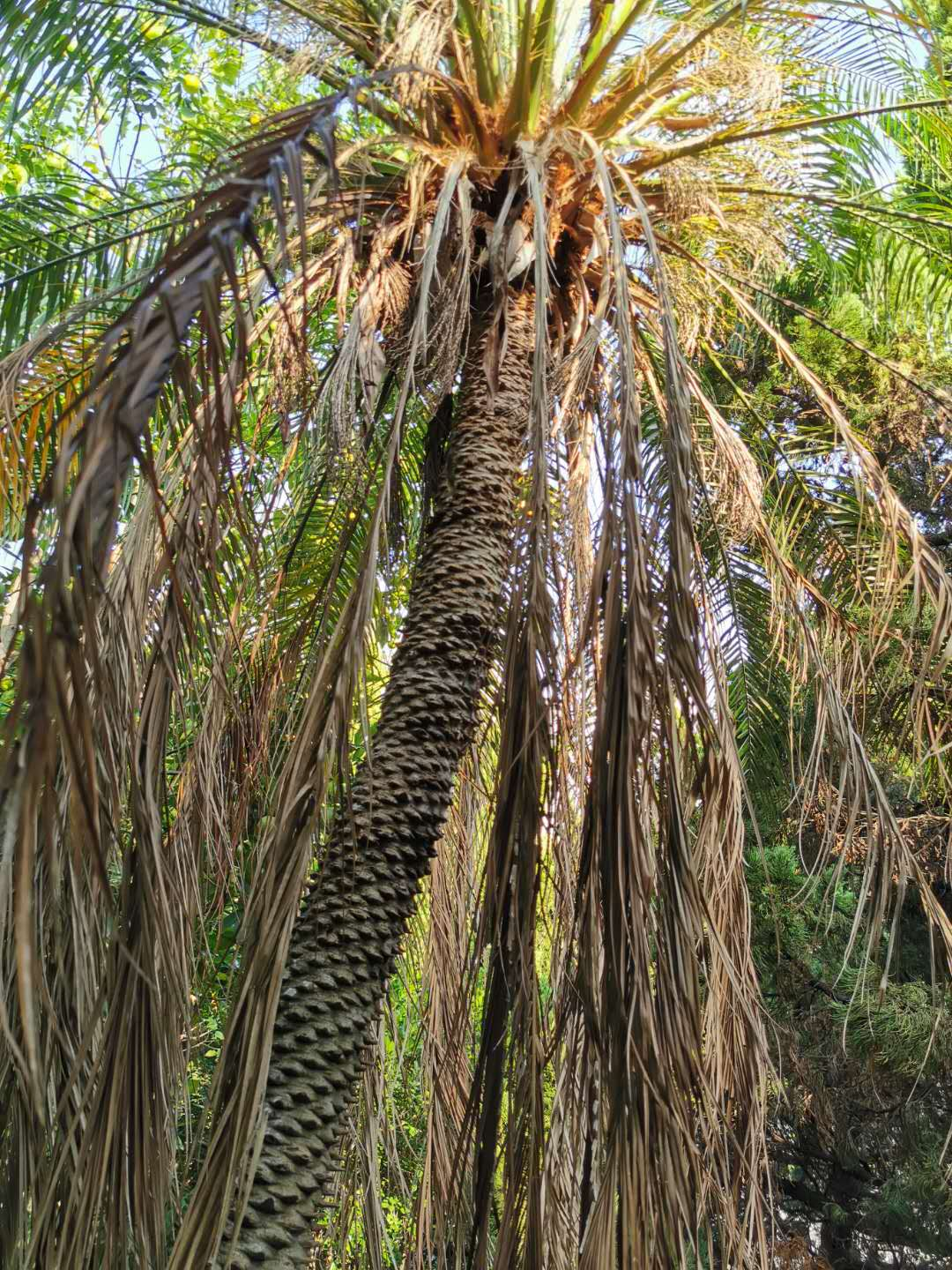
莖上錐體為落葉遺痕
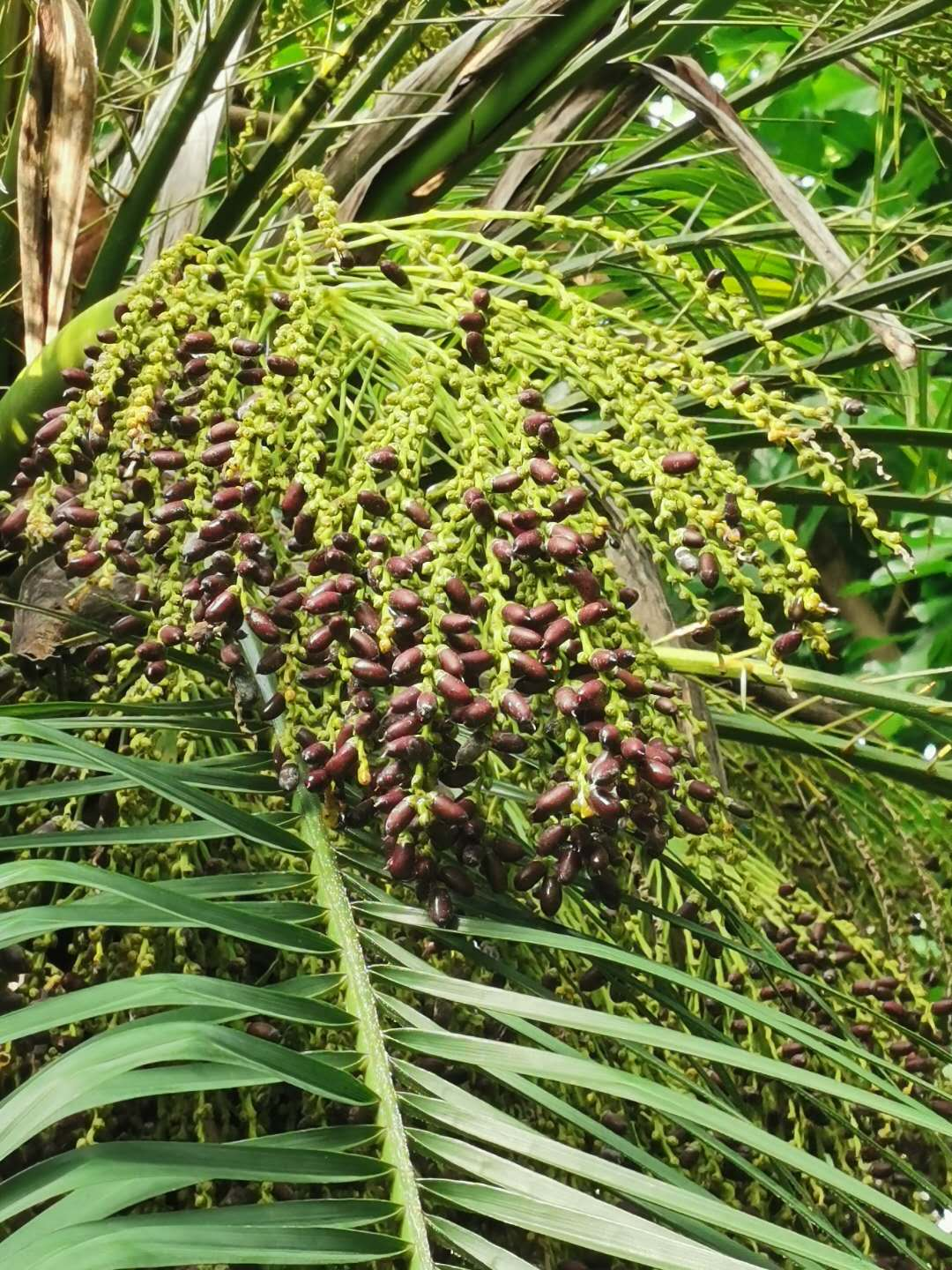
果實
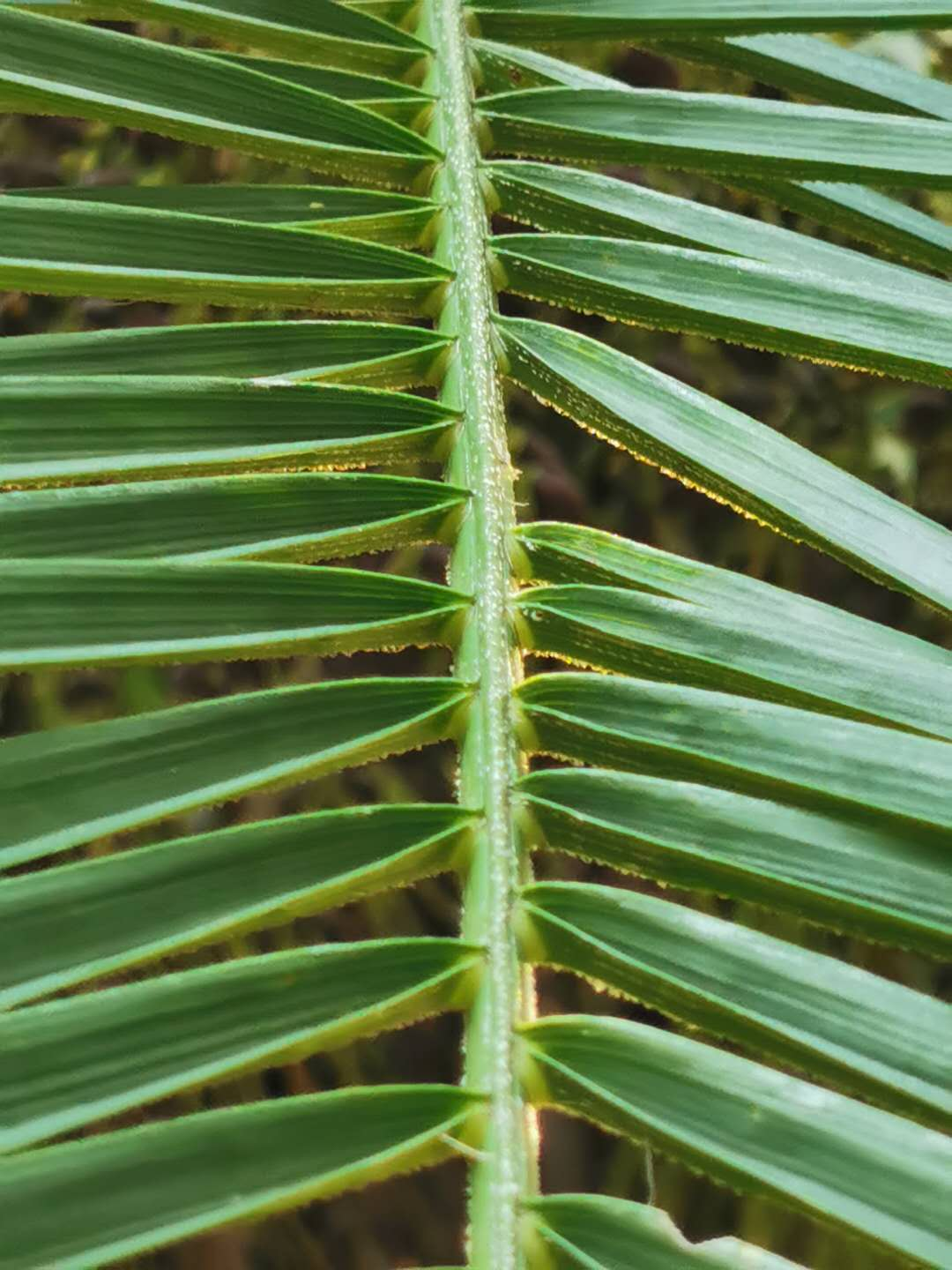
葉基具襞摺。葉表平滑，葉背中肋凸起、尖銳如刺
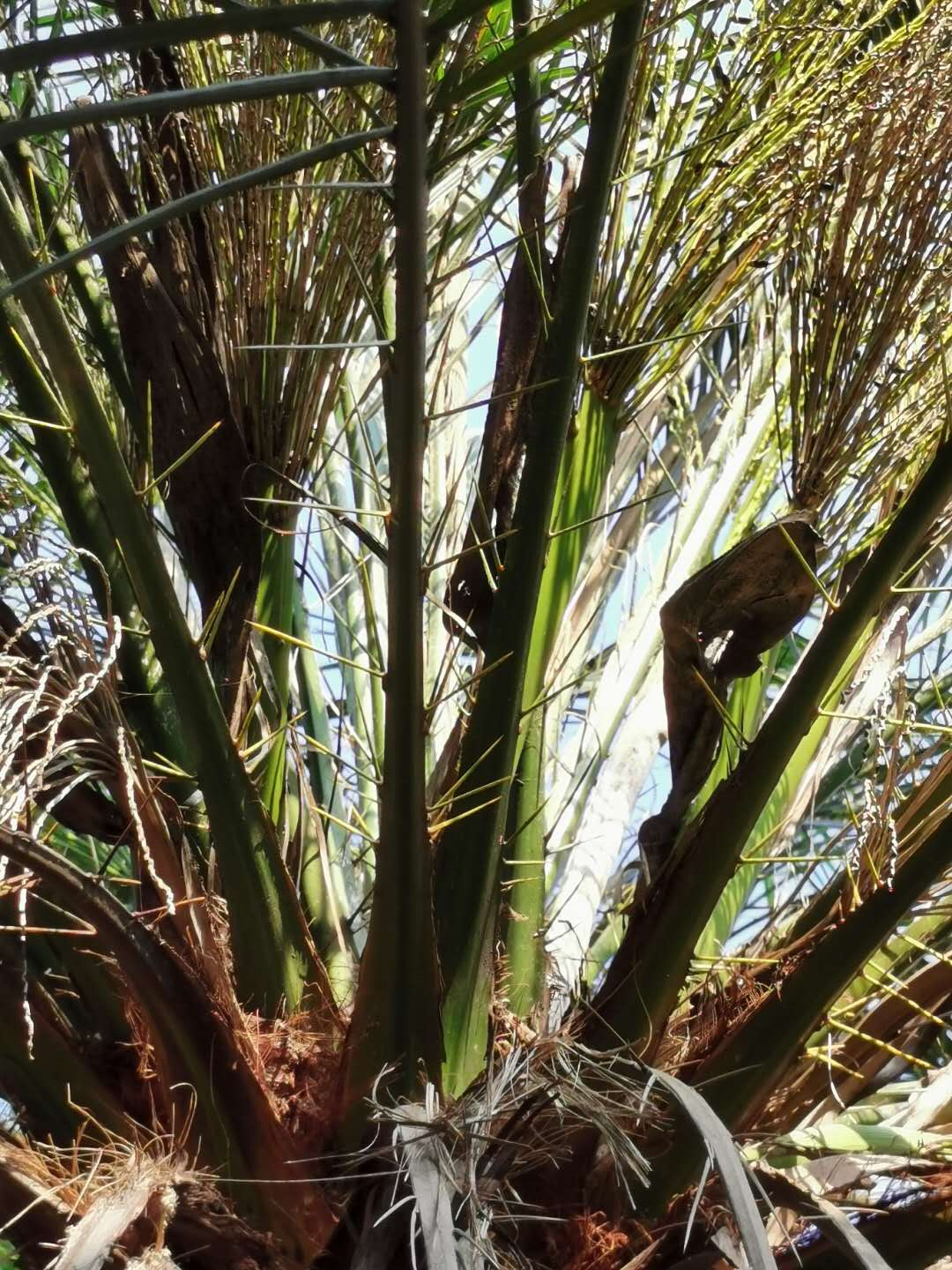
葉柄具刺